# Carpocladus fertilis
Carpocladus fertilis is een hydroïdpoliep uit de familie Aglaopheniidae. De poliep komt uit het geslacht Carpocladus. Carpocladus fertilis werd in 2003 voor het eerst wetenschappelijk beschreven door Vervoort & Watson. 